# 陳臨新
陳臨新（ちん りんしん、チェン・リンシン、陈临新、1963年3月20日 - ）は、中華人民共和国の囲碁棋士。浙江省臨海県出身、中国囲棋協会所属、九段。国手戦、新体育杯戦優勝など。

## 経歴
10歳で囲碁を覚え、11歳で体育学校へ進み、13歳で国家囲棋集中訓練隊入り。
1982年に中国囲棋協会により四段認定、86年から専門棋士となる。1983年に全国囲棋個人戦で6位入賞、86年に3位。1984年に国手戦で優勝。1991年には聶衛平を3-1で破って新体育杯を獲得。日中スーパー囲碁では、第4、6、8、9回に出場。真露杯SBS世界囲碁最強戦では第4、5回に出場し、4回では3人抜きを果たす。1993年九段。
中国甲級リーグ戦では1999年江蘇チームなどで出場。中国棋士ランキングでは1999年33位。

### タイトル歴
- 国手戦 1984、87年
- 新体育杯戦 1991年
- 宝勝電纜杯囲棋戦 1993年

### その他の棋歴
国際棋戦
- IBM早碁オープン戦 ベスト16 1988年（○石毛嘉久雄、○南善巳、×高木祥一）
- 東洋証券杯世界選手権戦 ベスト16 1992年（○彭景華、×趙治勲）
- LG杯世界棋王戦 ベスト16 1996年（○梁宰豪、×江鋳久）
- 日中スーパー囲碁
  - 1988年 0-1（×依田紀基）
  - 1991年 0-1（×淡路修三）
  - 1993年 2-1（○加藤充志、○結城聡、×小松英樹）
  - 1994年 0-1（×山城宏）
- 真露杯SBS世界囲碁最強戦
  - 1995年 3-1（○森田道博、○梁宰豪、○宮沢吾朗、×劉昌赫）
  - 1997年 0-1（×徐奉洙）

国内棋戦
- 国手戦 準優勝 1985年
- 宝勝電纜杯囲棋戦 準優勝 1992、98年
- 新体育敗戦 準優勝 1992年
- 全国囲棋個人戦 3位 1986、88年、5位 1992年、6位 1983年
- 十強戦 4位 1993年、8位 1988年、10位 1994年
- 中国囲棋甲級リーグ戦
  - 1999年（江蘇新華家電（江苏新华家电））2-3
  - 2003年（浙江天堂）5-15